# Neoclytus stillatus
Neoclytus stillatus là một loài bọ cánh cứng trong họ Cerambycidae.